# Les Mesures qui s'imposent
Les Mesures qui s’imposent est une nouvelle d'Anton Tchekhov, parue en 1884.

## Historique
Les Mesures qui s'imposent est initialement publié dans la revue russe Les Éclats, no 38, du 22 septembre 1884, signé A.Tchékhonté. Aussi traduit en français sous  le titre Mesures nécessaires. 
C’est une nouvelle humoristique sur le travail d'une commission sanitaire dans une petite ville.

## Résumé
La commission sanitaire de la ville fait sa tournée d’inspection. Sont présents le médecin municipal, l’inspecteur de police, des délégués de la ville et des commerçants, le tout accompagné de policiers.
Ils commencent par la boutique d’Odchéïnikov. Le couteau pour le savon sert également pour couper le jambon : ce n’est rien rétorque Odchéïnikov, « pour les clients de marque nous avons un couteau spécial ». Des chatons dorment dans le sac de sarrasin : ce n’est pas grave. Et aussitôt Odchéïnikov ouvre une bouteille de vodka, sert à boire et à manger à toute la commission.
Deuxième boutique, cinq hommes poussent un énorme tonneau qui bouche l’entrée : est-ce un hasard ? La commission ne peut pas y pénétrer.
La troisième boutique, chez Chiboukine, la porte est fermée. Elle était pourtant ouverte il y a quelques instants.
Deux heures plus tard, la commission revient victorieuse de sa tournée avec une corbeille de pommes pourries. On s’arrête à la taverne pour se désaltérer après pareilles efforts, et on mange les pommes pour accompagner la vodka.

## Édition française
- Les Mesures qui s’imposent, traduit par Madeleine Durand et André Radiguet (révisé par Lily Denis), in Œuvres I, Paris, Éditions Gallimard, coll. « Bibliothèque de la Pléiade » no 197, 1968  (ISBN 978-2-07-0105-49-6).